# Лейк-Бентон (тауншип, Миннесота)
Лейк-Бентон (англ. Lake Benton) — тауншип в округе Линкольн, Миннесота, США. На 2010 год его население составлял 241 человек. Тауншип был назван в честь озера Бентон на территории тауншипа, это одно из первых поселений европейцев в округе.

## География
По данным Бюро переписи населения США площадь тауншипа составляет 87,5 км², из которых 86,2 км² занимает суша, а 1,3 км² — вода (1,48 %). Лейк-Бентон практически полностью окружает территорию одноимённого города.

## Население
В 2000 году в тауншипе проживало 244 человека. По данным переписи 2010 года население Лейк-Бентона составлял 241 человек (из них 52,3 % мужчин и 47,7 % женщин), было 96 домашних хозяйств и 71 семья. Расовый состав: белые — 96,7 %, афроамериканцы — 1,2 %, азиаты — 0,8 %, две или более рас — 1,2 %. На территории тауншипа расположено 147 построек со средней плотностью 1,68 построек на один квадратный километр.
Из 96 домашних хозяйств 67,7 % представляли собой совместно проживающие супружеские пары (24,0 % с детьми младше 18 лет), в 2,1 % домохозяйств женщины проживали без мужей, в 4,2 % домохозяйств мужчины проживали без жён, 26,0 % не имели семьи. В среднем домашнее хозяйство вели 2,51 человека, а средний размер семьи — 2,97 человека. В одиночестве проживали 24 % населения, 10,5 % составляли одинокие пожилые люди (старше 65 лет).
Население тауншипа по возрастному диапазону распределилось следующим образом: 27,0 % — жители младше 18 лет, 56,0 % — от 18 до 65 лет и 17,0 % — в возрасте 65 лет и старше. Средний возраст населения — 45,3 лет. На каждые 100 женщин приходилось 109,6 мужчин, при этом на 100 совершеннолетних женщин приходилось уже 109,5 мужчин сопоставимого возраста.
В 2014 году из 150 трудоспособных жителей старше 16 лет имели работу 86 человек. Медианный доход на семью оценивался в 68 125 $, на домашнее хозяйство — в 63 750 $. Доход на душу населения — 42 906 $.